# 小野慎
小野 慎（おの しん）は、日本の化学者。博士（理学）。専門は生体機能関連化学（ペプチド化学・タンパク質化学・酵素化学）、生化学。金沢工業大学バイオ・化学部応用化学科教授（2019年度現在）。

## 経歴
鹿児島県立甲南高等学校を経て、1985年3月に九州大学理学部化学科を卒業。同大学院理学研究科化学専攻修士課程修了、同後期博士課程中途退学。その後、1994年3月に論文「The study on the interactions between peptides adopting amphipathic β-structure and phospholipid matrices（両親媒性β構造を形成するペプチドとリン脂質膜との相互作用）」で九州大学より博士（理学）を授与される
1989年より熊本工業大学(現・崇城大学)工学部応用微生物工学科助手を務め、1992年より富山大学工学部助手、講師を経て同助教授、准教授。富山大学助手時にジョージア工科大学留学。2014年に富山大学工学部准教授を退任して、金沢工業大学バイオ・化学部教授に就任。
日本化学会、日本ペプチド学会、高分子学会、日本生化学会、日本農芸化学会、アメリカ化学会に所属。